# Маргиналия (сдружение)
„Маргиналия“ (Сдружение за човешки права „Маргиналия“) с девиз „Правата на човека са решението“ е неправителствена организация с нестопанска цел и българска интернет платформа за човешки права, създадена през 2014 година.

## История
Сдружението е учредено през 2014 година от Юлиана Методиева, Светла Енчева, Марта Методиева и Емил Коен. С откриването си сдружението започва своята дейност в интернет страницата си, където публикува новини и материали, засягащи малцинствата и дискриминираните общности в България. Като част от дейността си да обучава, „Маргиналия“ организира младежки образователни и творчески проекти.

## Редакционен екип
- Юлиана Методиева – председател и главен редактор[5][6]
- д-р Марта Методиева – външна политика, култура, образование и коментари[7]
- доц. д-р Румен Петров – социална психология и социални политики[8]
- доц. Алексей Пампоров – социология на етническите и религиозните общности, демография и публични политики[9]
- проф. д-р Антонина Желязкова – проблеми на историографията[5]
- Тодор Илиев – фотограф[10]
- Станка Георгиева – стенограф[11]

## Дейност
От създаването си, „Маргиналия“ развива българската независима журналистика с помощта на дарения от читателите си. Над 300 автори, редактори, университетски преподаватели и писатели публикуват и поддържат в сайта материали, анализи, интервюта, коментари и репортажи. Онлайн изданието разполага с международни кореспонденти в Германия, Гърция и други страни от цял свят. В структурата на сайта активно се поддържа специален раздел за международно законодателство със статии и издания на правна тематика, както и библиотека, попълвана с книги с уредени и разрешени авторски права. Партньори на сдружението са Център за междуетнически изследвания „Амалипе“, Фондация „Конкордия“ – България, Софийски университет „Св. Климент Охридски“ и Нов български университет. „Маргиналия“ е платформа и за българите, емигрирали в чужбина и през 2023-а, отново с подкрепата на фондация „Томсън“, организира рубрика от интервюта, осъществени с помощта на международните си кореспонденти, с българи, живеещи и работещи в страни от Европа.
В интернет платформата активно работи и публикува до смъртта си през 2018-а българският социолог и един от основателите на Български хелзинкски комитет – Емил Коен.

### Международни конференции
През 2018 година „Маргиналия“, заедно с Организация на евреите в България „Шалом“ и Интернет общество – България, провежда първата Международна конференция срещу антисемитизма и „Луковмарш“ в аулата на Софийски университет с участието на кмета на София Йорданка Фандъкова, представители на Комисията за защита от дискриминацията, тогавашния зам. министър на образованието Деница Сачева, а гости са Н. Пр. Ерик Рубин, посланик на САЩ, както и Н. Пр. Ирит Лилиан, посланик на Израел.
При преговорите за присъединяване на Северна Македония в Европейския съюз между Скопие и София, „Маргиналия“ организира на 27 януари 2021 година международния форум „Идентичност и интерпретации. Какво е постижимо в диалога между София и Скопие“ с участието на видни български и северномакедонски политици и културни дейци, сред които Виктор Канзуров – северномакедонски журналист, Димитър Атанасов – български историк в Института за етнология и фолклористика с Етнографски музей към Българската академия на науките, автор в „Маргиналия“ и „Свободна Европа“ за България.

### Младежки образователни проекти
Проектите, свързани с различни социални тематики, в които екипи от ученици и студенти участват в изготвянето на късометражни документални филми, разпространява основно чрез Ютюб канала си Marginalia Youth Channel, който открива през 2020 година. Откриването на канала е свързано с проекта със състезателен характер „Млади активисти за човешки права“, в който участие взимат ученици от 51-во СУ „Елисавета Багряна“, НГДЕК " СВ. Константин Кирил Философ" и НГПИ „Св. Лука“. През май 2022-ра финализира втория си състезателен проект за документални видеа „Срещу екстремизма. Млади правозащитници правят видеа за Холокост и словото на омраза“, а през ноември същата година се реализират филмите от проекта „Човешкото лице на войната в Украйна: доброволците“, в който участие като ментори на екипите взимат режисьорите Иглика Трифонова и Костадин Бонев. Проектите организира чрез финансовата подкрепа на Програма Европа към Столична община.
С помощта на фондация „Томсън“, в началото на 2023-а организира стажантски курс за млади журналисти в сферата на човешките права, чиято цел е да помогне на студенти по журналистика да бъдат подготвени в работа с дигиталните медии.

### Отворени писма и подписки
През годините сдружение „Маргиналия“ е инициатор на няколко подписки и отворени писма към държавни институции, политици и медии.
- При възникналия през 2016 година публичен дебат след пресконференция на тогавашния министър на образованието и науката на Република България проф. Тодор Танев за употреба на нов термин в учебното съдържание по история на България за шести клас за определяне на периода, в който българите са били поданици на Османската империя,[24] „Маргиналия“ публикува отворено писмо в сайта си, подписано от доц. д-р Олга Тодорова от Института за исторически изследвания към БАН, проф. дфн Николай Аретов от Института за литература към БАН, както и други университетски преподаватели и изследователи, в което заява, че „историята използва своя специфична терминология“ и "терминът, който най-адекватно описва статута на българите и взаимоотношенията им с властта през епохата, когато те са били поданици на Османската империя, е „османско владичество" и се противопоставя на използването на историята като манипулативен метод, както и на неглижирането на академичните постижения.[25]
- След като през 2017 година Валери Симеонов заема поста на вицепремиер и председател на Националния съвет за сътрудничество по етнически и демографски въпроси,[26] сдружението, заедно с ЦМДТ „Амалипе“, Национална коалиция „Интелект“, Фондация „Рома-Лом“ и Националната мрежа на здравните медиатори внасят на 28 юни същата година в Министерския съвет подписка с над 15 хиляди подписа от цялата страна[27] и Декларация с искане на оставка на Валери Симеонов като вицепремиер и председател на НССЕДВ.[28] Вследствие на подписката и медийния отзвук на събитията, с решение на правителството Симеонов е отстранен от поста си година по-късно.[29]
- При отново възникналите обществени спорове за премахването на Паметника на съветската армия от Княжеската градина в София[30] след началото на войната в Украйна[31] сдружението настоява за установяване на собствеността на паметника и преместването на фигурите му в Музея на социалистическото изкуство в София чрез отворено писмо, подписано от видни журналисти, художници, културни дейци, общественици и преподаватели и от Юлиана Методиева като инициатор на първата гражданска дискусия за премахването му от 2011 година.[32]

## Награди и отличия
За своя граждански активизъм и постижения в защитата на човешките права на малцинствата в България „Маргиналия“ е многократно получател на отличия от различни организации и институции, сред които:
- През 2016 година – награда „Свободен електрон“ от фондация BlueLink за постижения в използването на интернет и информационните технологии за укрепване на гражданското общество, демокрацията, европейските ценности и опазването на природата.[33]
- През 2018 година – награда „Шофар“ от ОЕБ „Шалом“ за принос в борбата с антисемитизма[34] и награда „Европа“ на Столична община за принос за развитието на гражданското общество за осъществяването на международния форум „София – град без омраза и екстремизъм“.[35]